# Bosc Estatal del Camí Ramader
El Bosc Estatal del Camí Ramader (en francès, oficialment, Forêt Domaniale du Chemin-Ramadé) és un bosc del límit de les comarques del Capcir, el Conflent i l'Alta Cerdanya, totes tres de la Catalunya del Nord, que s'estén al llarg dels termes comunals d'Eina, la Cabanassa, Sant Pere dels Forcats, Bolquera, la Llaguna, Matamala, Caudiers de Conflent, Ralleu i Censà, sempre en una franja estreta.
Està situat en una sèrie de trams allargassats, els tres meridionals sense continuïtat entre ells ni amb el quart, el septentrional, més allargassat.
El bosc està sotmès a una explotació gestionada per l'Office National des Forêts (ONF); la propietat del bosc és de l'estat francès, ja que procedeix d'antigues propietats reials esteses al llarg del Camí Ramader. Té el codi identificador de l'ONF F16254D.